# AV Весов
AV Весов (лат. AV Librae) — одиночная переменная звезда в созвездии Весов на расстоянии (вычисленном из значения параллакса) приблизительно 17784 световых лет (около 5453 парсеков) от Солнца. Видимая звёздная величина звезды — от +14,3m до +13,3m.

## Характеристики
AV Весов — пульсирующая переменная звезда типа RR Лиры (RRAB).